# Vértesszőlős
Vértesszőlős es un pueblo húngaro perteneciente al distrito de Tatabánya, condado de Komárom-Esztergom.

## Superficie
Cuenta con una superficie de 17,12 km².

## Demografía
Hasta 2024 la población era de 3575 habitantes, con una densidad de población de 208,82 hab/km².
| Gráfica de evolución demográfica de Vértesszőlős entre 2020 y 2024 |
|                                                                    |
| Datos según la Oficina Central de Estadística de Hungría.          |